# Pierre André Latreille
Pierre André Latreille (født 20. november 1762 i Brive-la-Gaillarde, død 6. februar 1833 i Paris) var en fransk zoolog og insektforsker.
Latreille havde en barndom i fattige forhold og mistede sine forældre tidligt. Senere studerede han teologi i Paris og flyttede tilbage til sit hjemsted hvor han blev præst. Næsten hele sin fritid optagede han sig med insekter. Efter at han igen bosatte sig i Paris, skrev Latreille en afhandling om Frankrigs fløjlsmyrer (Mutillidae) som vakte stor opmærksomhed i fagkredse. Under den franske revolution måtte han forlade Paris. Han var til og med arresteret nogle måneder.
I 1798 fik Latreille til opgave at sortere Frankrigs samling af insekter som fandtes i landets naturhistoriske rigsmuseum (Muséum National d’Histoire Naturelle). I 1814 blev han medlem af Det franske nationalakademi og i 1821 ridder af Frankrigs æreslegion. Nogle år arbejdede han som professor i byen Alfort nær Paris. Efter 1830 underviste Latreille som professor ved Det naturhistoriske rigsmuseum og i 1832 grundlagde han Frankrigs videnskabelige selskab for entomologi (Société entomologique de France).
Mellem 1796 og 1833 skrev Latreille et stort antal skrifter om insekter og tilhørte på denne måde til grundlæggerne af den moderne entomologi. Han beskrev ikke bare et stort antal nye arter, men skabte også nye slægter og familier. Latreille betragtes som en af de vigtigste personer i etableringen af den biologiske systematik.
1. ↑  Navnet er anført på engelsk og stammer fra Wikidata hvor navnet endnu ikke findes på dansk.